# Bad Rappenau
Bad Rappenau település Németországban, azon belül Baden-Württembergben. Lakosainak száma 22 586 fő (2023. december 31.).

## Városrészei
- Bad Rappenau
- Babstadt
- Bonfeld
- Fürfeld
- Grombach
- Heinsheim
- Obergimpern
- Treschklingen
- Wollenberg

## Népesség
A település népessége az elmúlt években az alábbi módon változott:
| Lakosok száma | 10 266 | 11 991 | 13 399 | 13 826 | 14 461 | 17 459 | 19 884 | 20 667 | 20 193 | 22 586 |
|               | 1961   | 1967   | 1974   | 1980   | 1987   | 1993   | 2000   | 2006   | 2013   | 2023   |

## Képgaléria

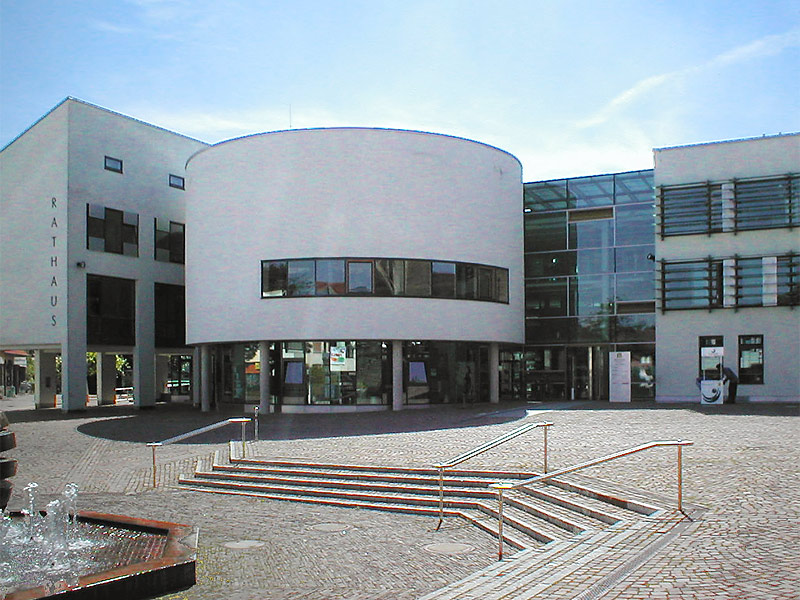
A tanácsház
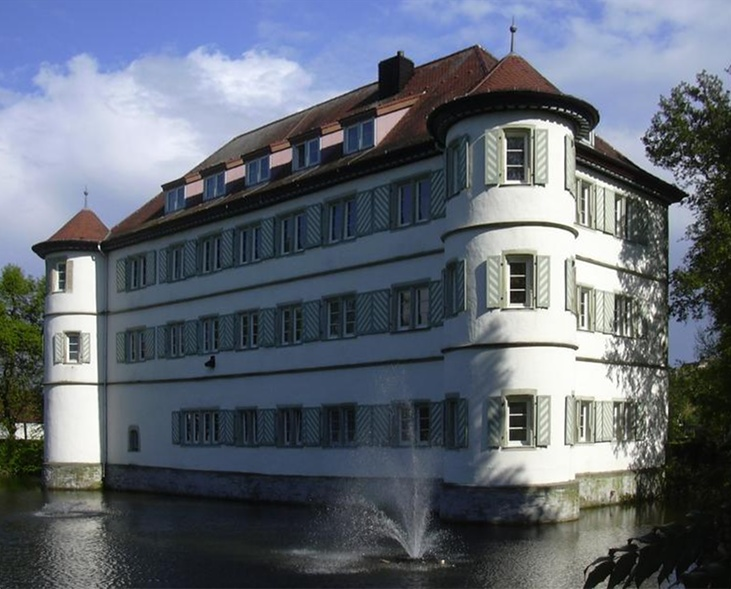
Wasserschloss Bad Rappenau
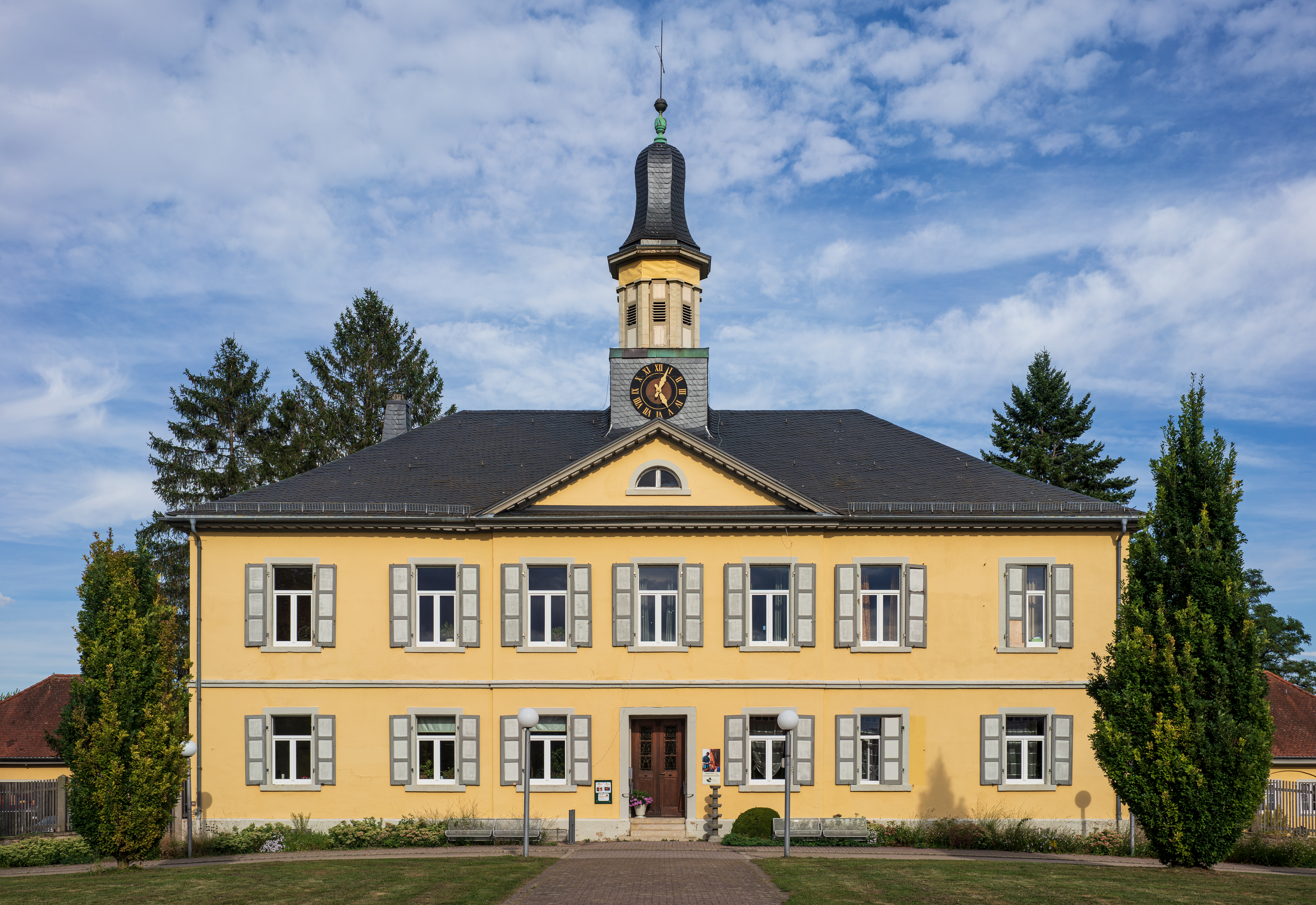
Salinenamtsgebäude (sóhivatali épület)
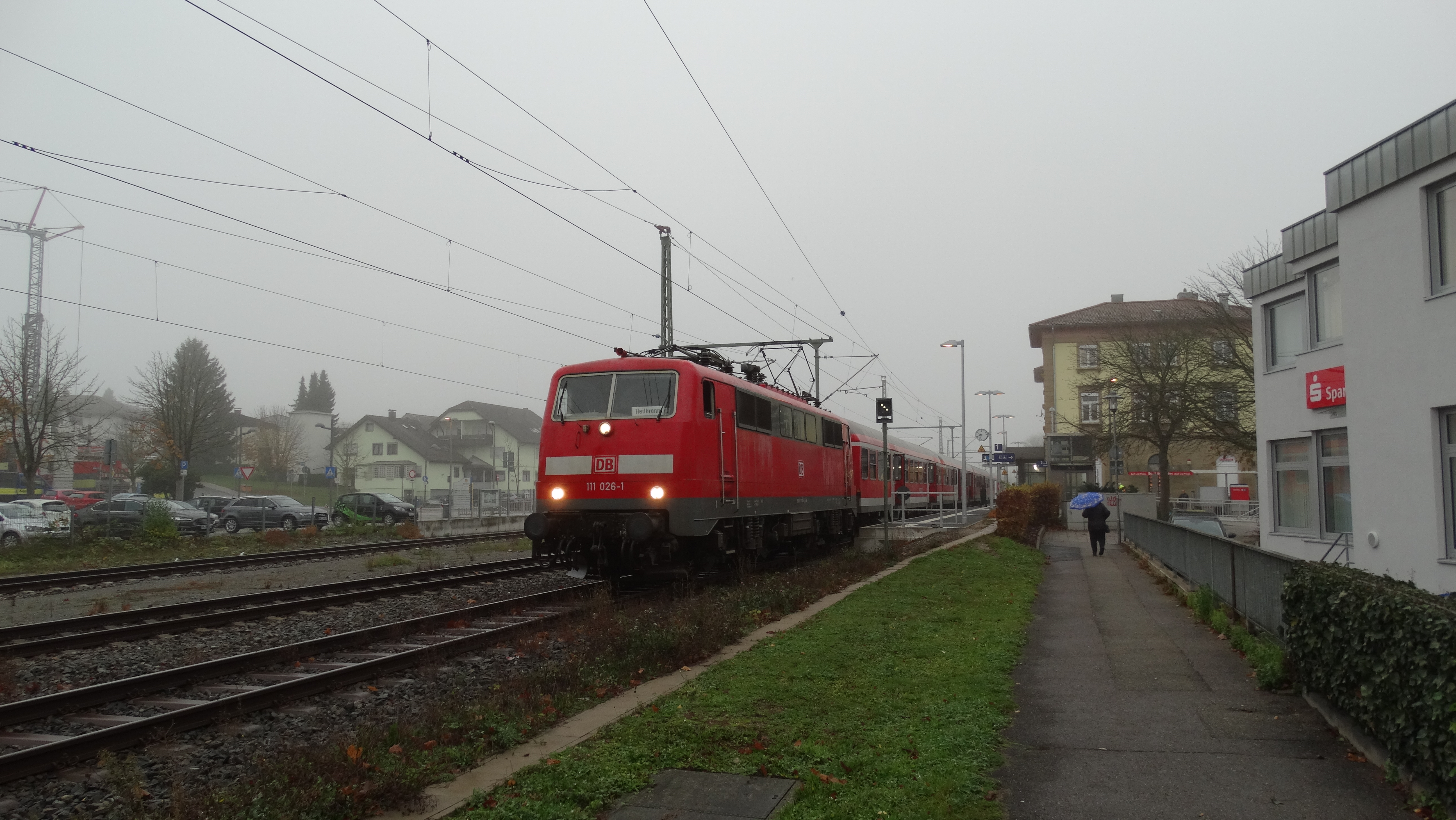
Az állomás
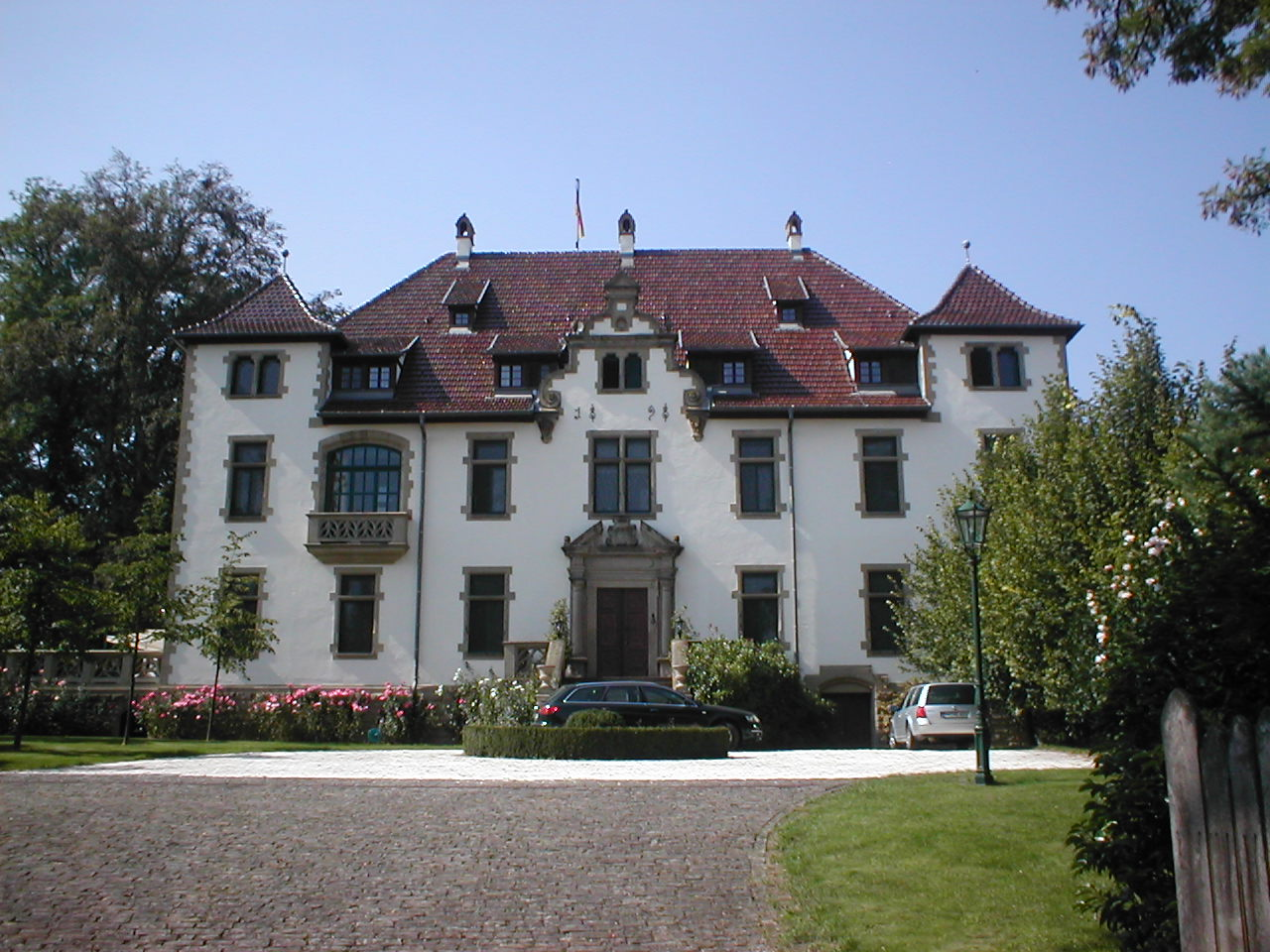
A kastély Babstadtban
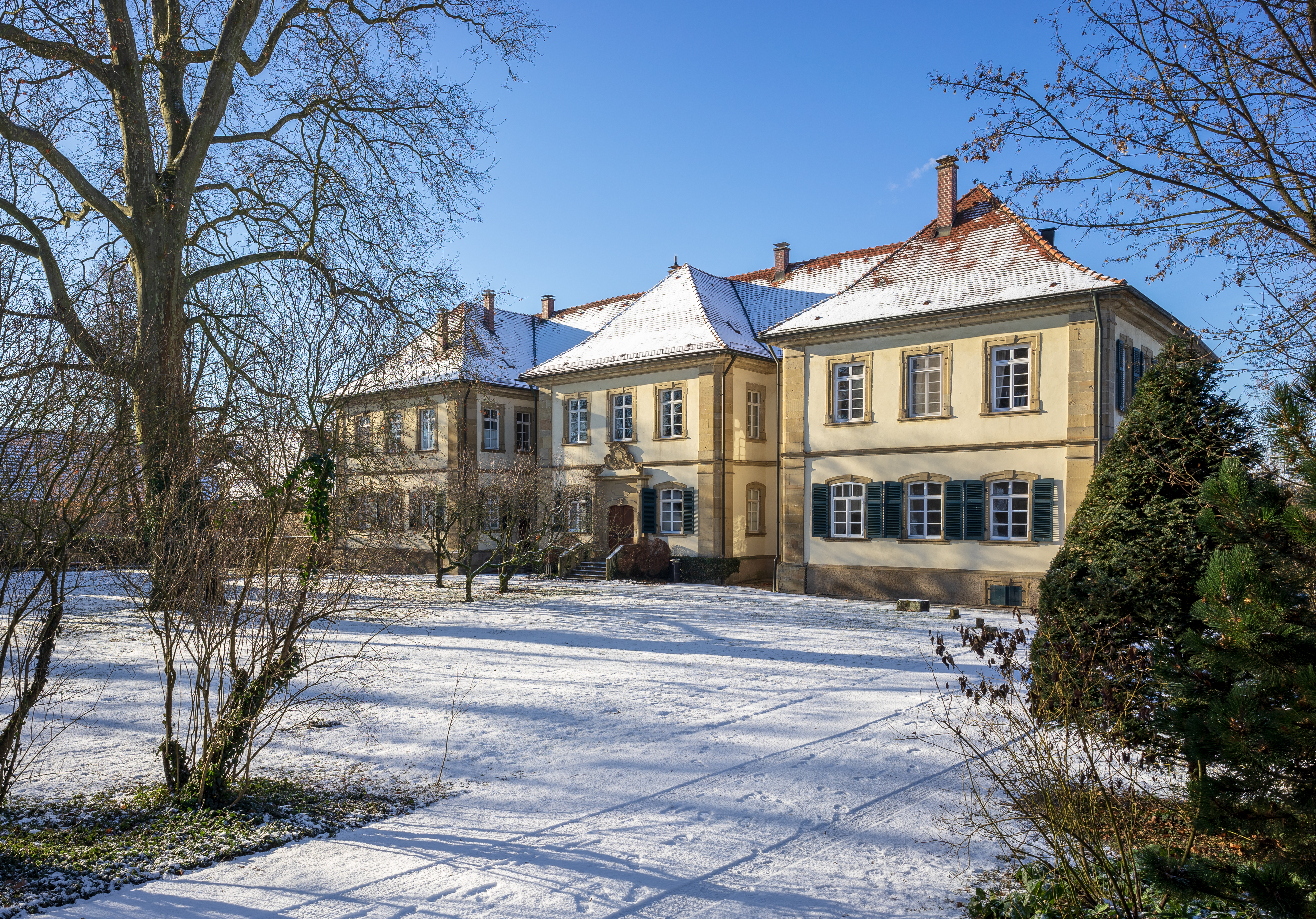
A kastély Bonfeldban
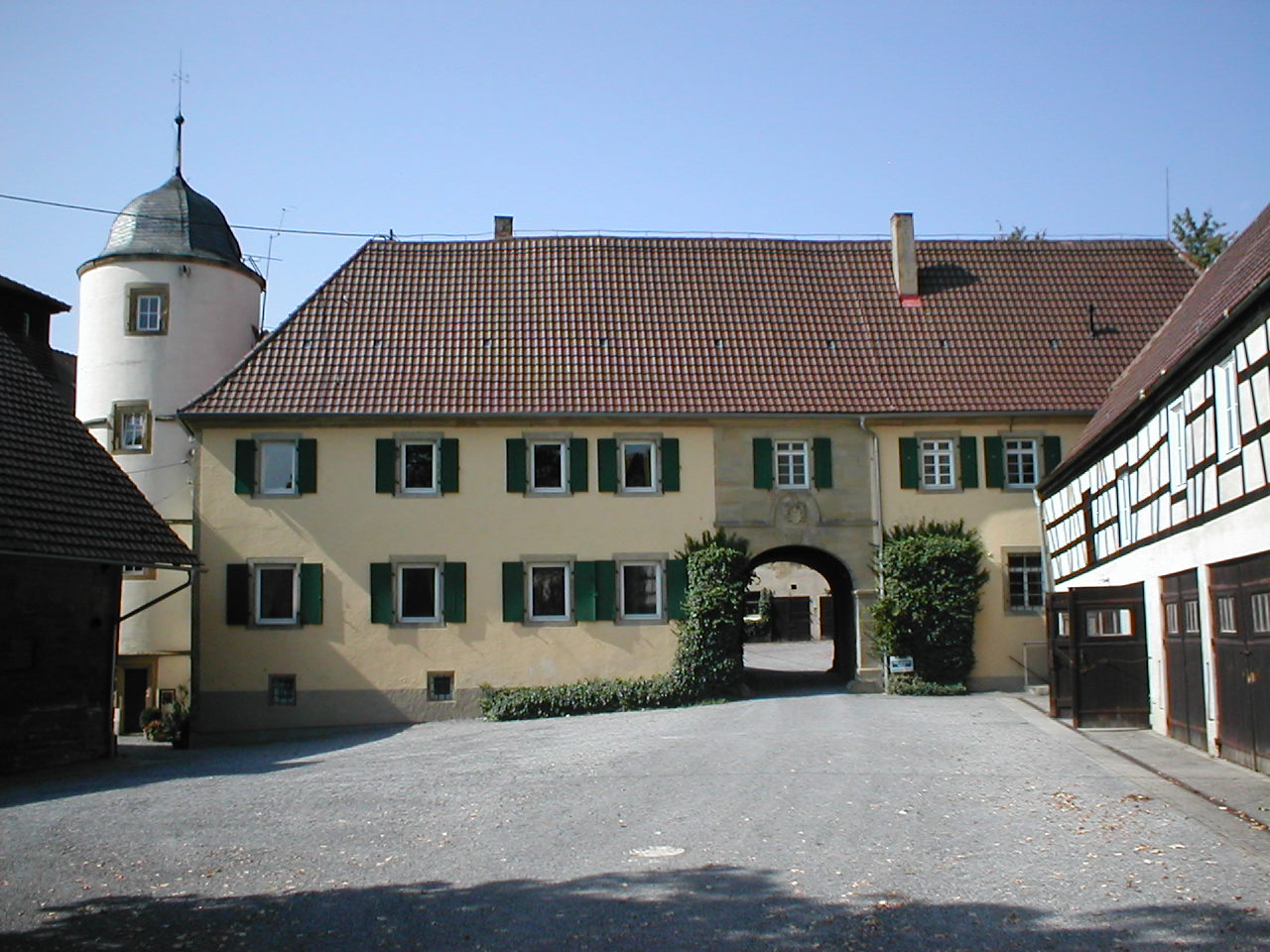
A kastély Bonfeldban
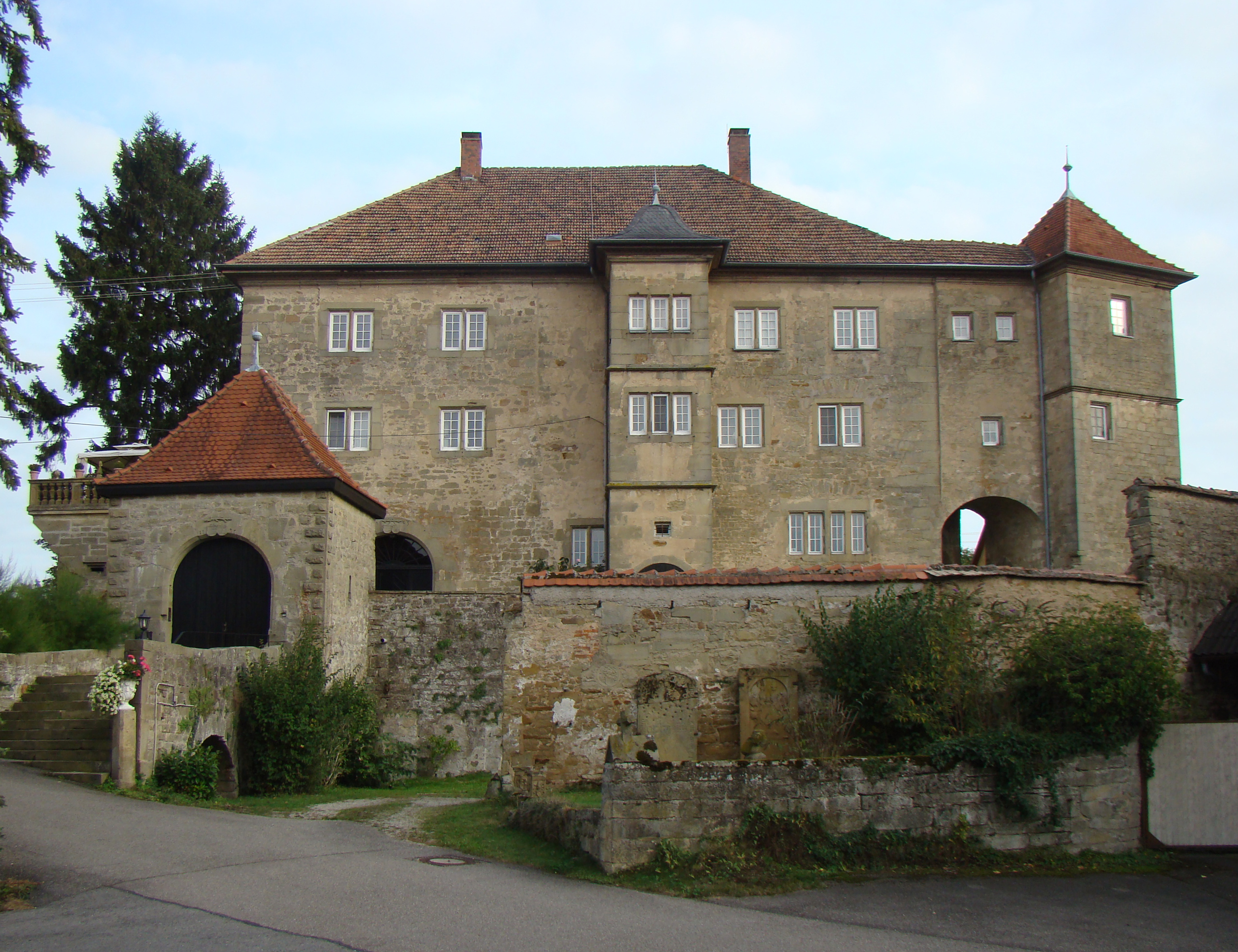
A kastély Fürfeldben
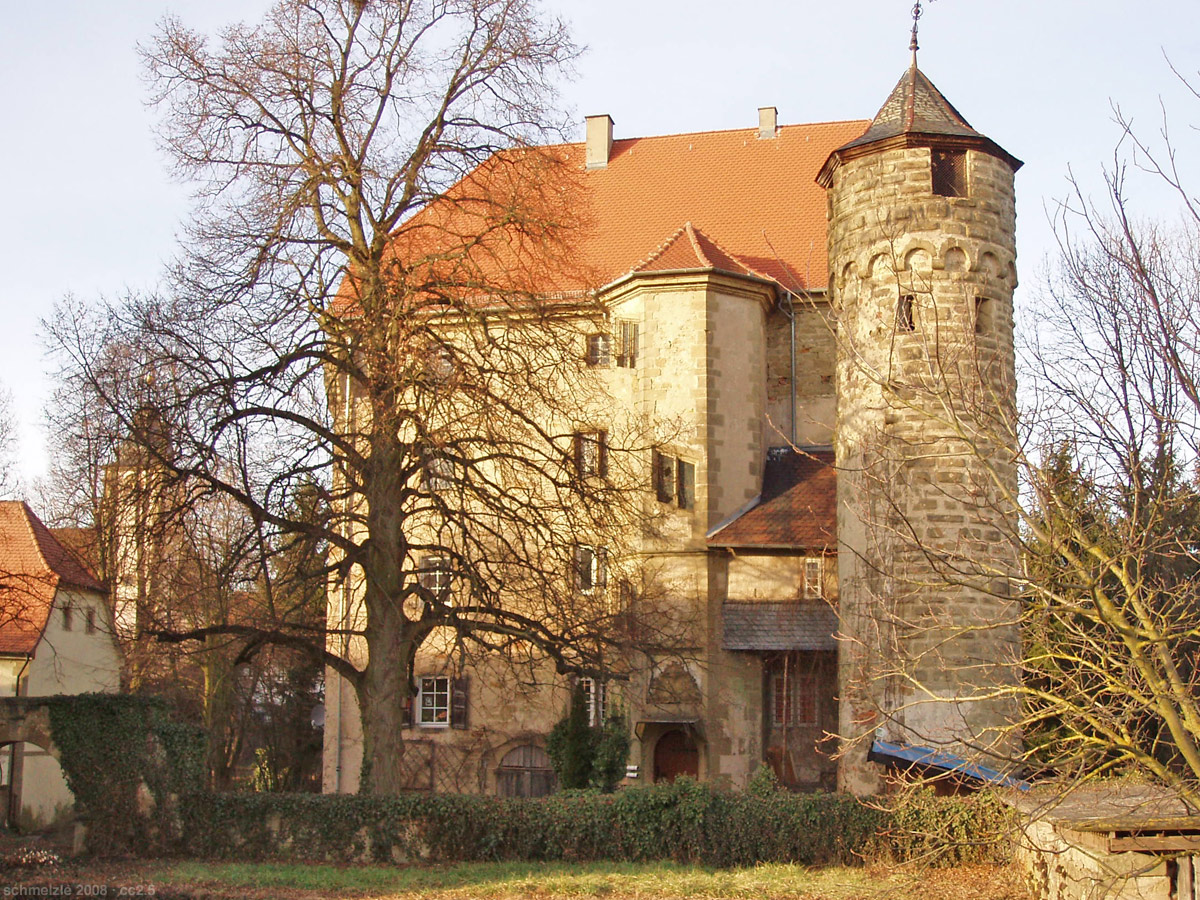
A kastély Grombachban
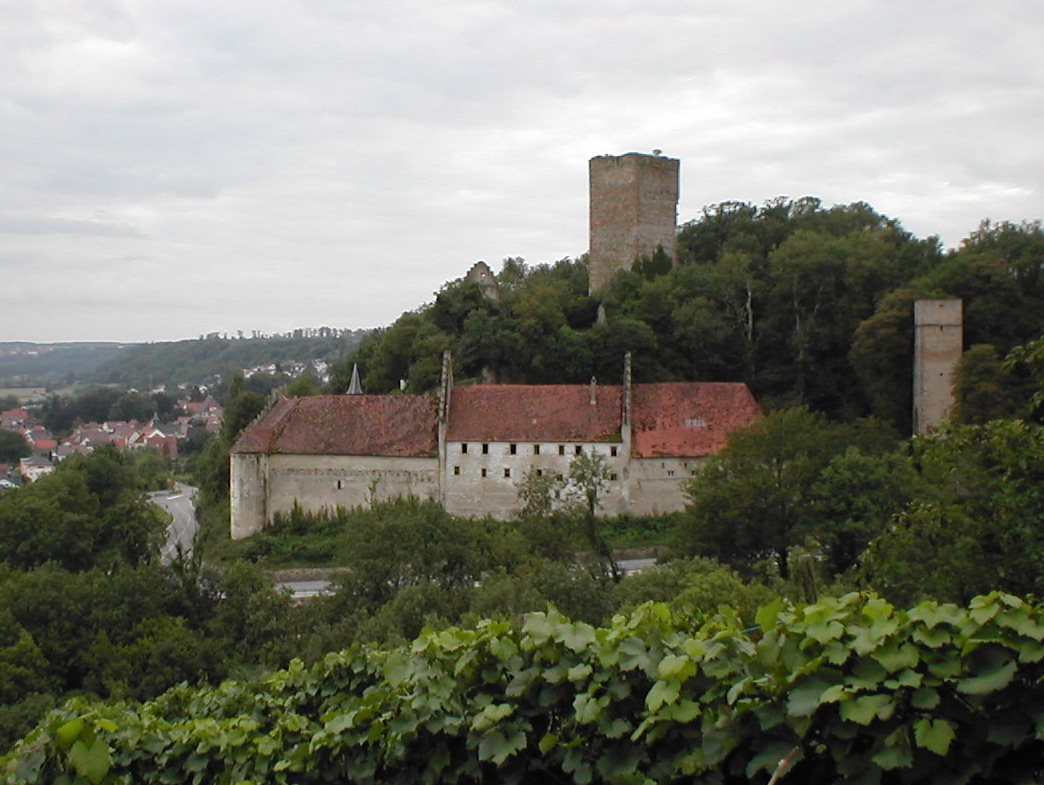
Az ehrenbergi vár
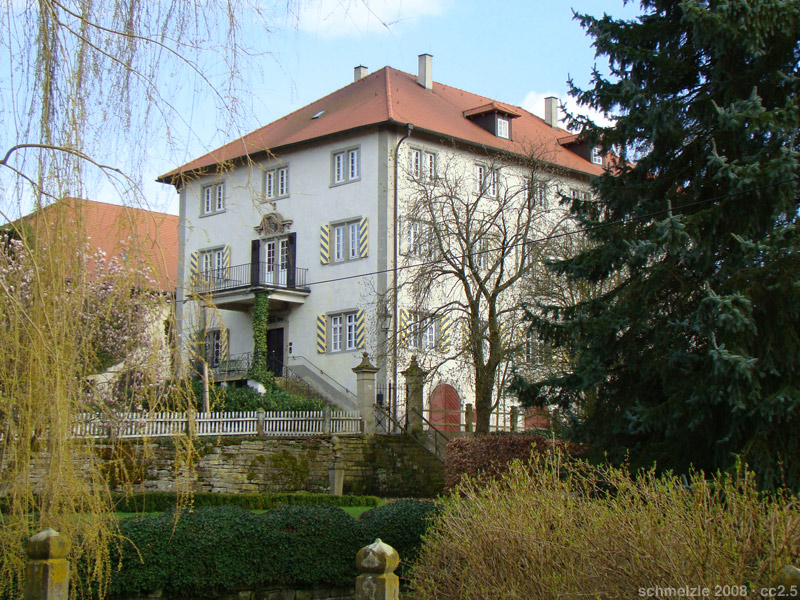
A kastély Obergimpernban
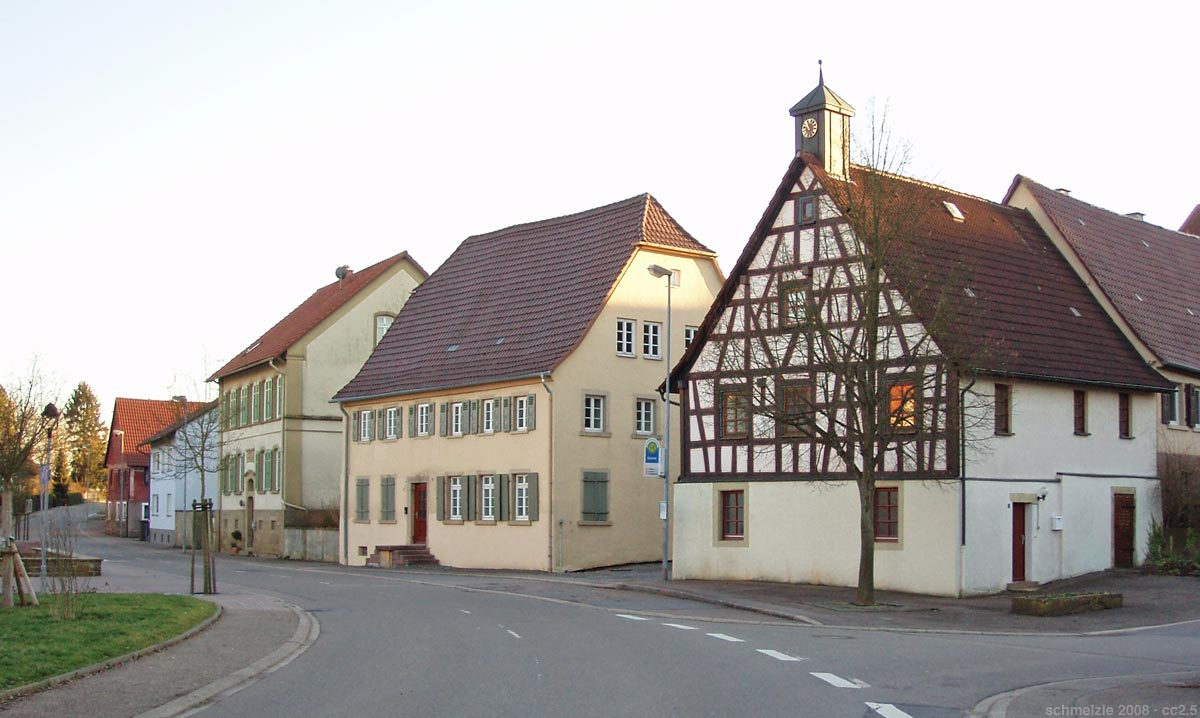
Treschklingen központja
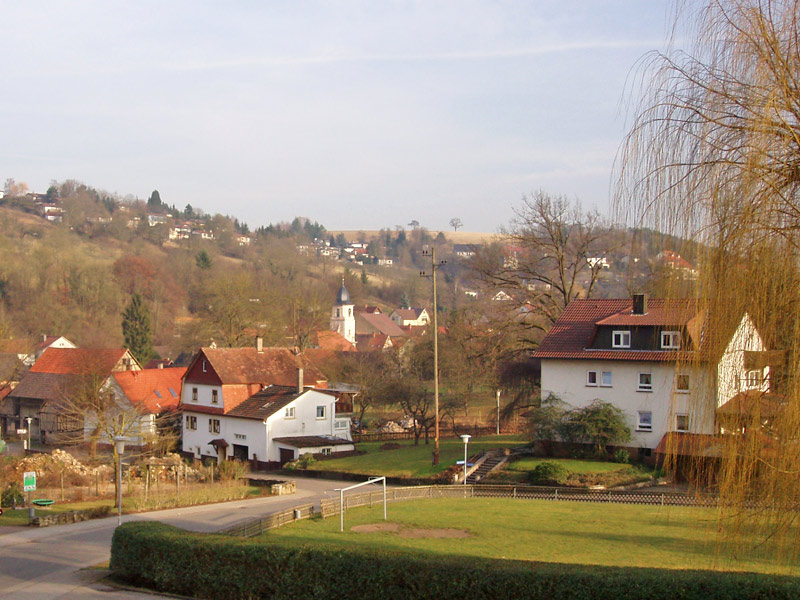
Wollenberg